# Takamine

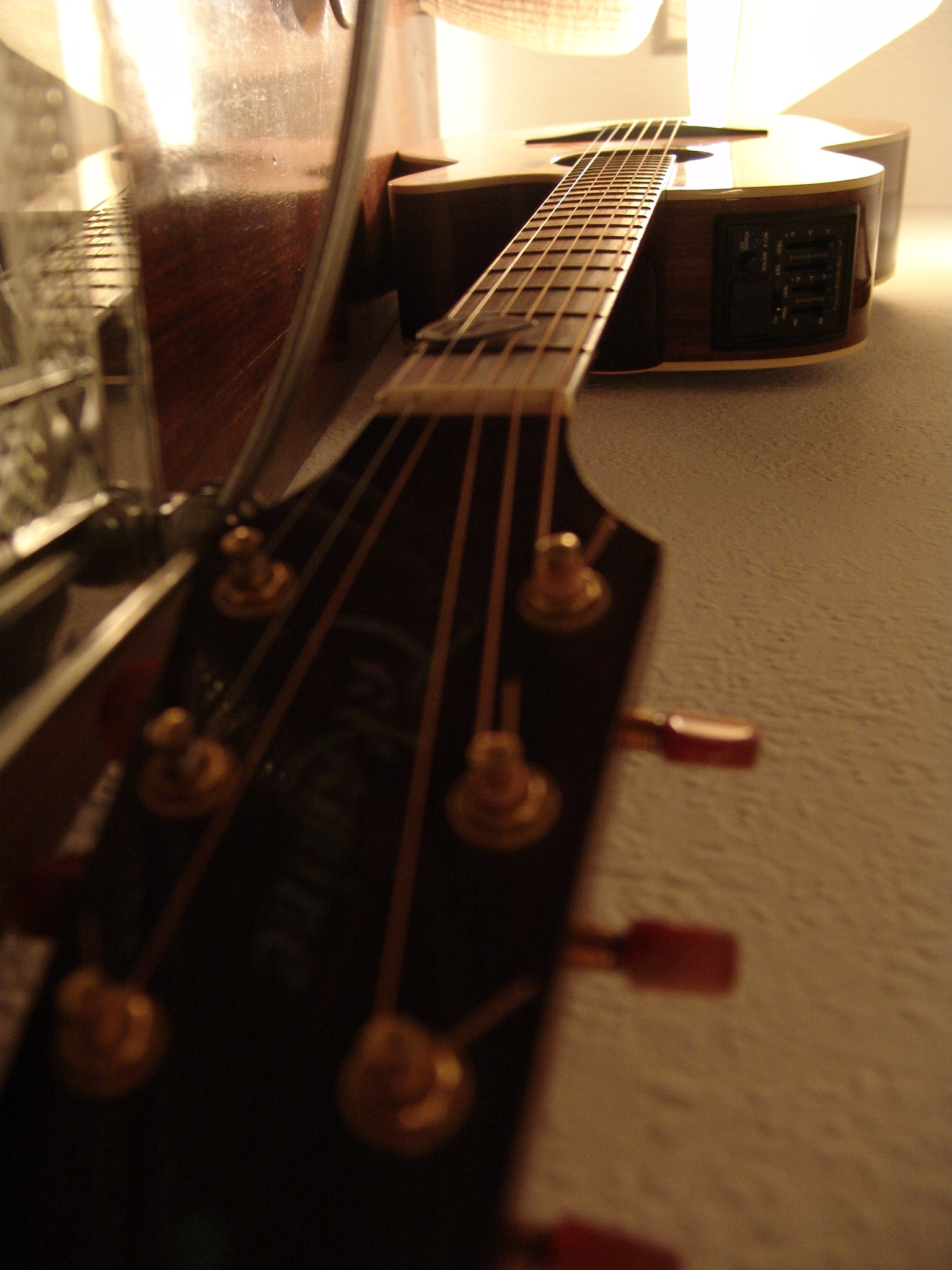
Guitarra electroacústica Takamine.

Takamine Co. Ltd (株式会社 高峰楽器製作所, Kabushiki-gaisha Takamine Gakki Seisakusho, en japonés) es una empresa japonesa fundada en mayo de 1962 y dedicada a la fabricación de instrumentos musicales principalmente guitarras. Tiene sede en Nakatsugawa, Gifu, Japón.
Takamine fabrica guitarras acústicas y electroacústicas, tanto de cuerdas de acero como de nylon, y eléctricas, y estas son reconocidas mundialmente por su alta calidad y precios razonables. Fue una de las primeras empresas a nivel mundial en fabricar guitarras electroacústicas, siendo pioneros en introducir preamplificación en ellas.

## Historia
Su nombre se debe al Monte Takamine, ubicado en el parque natural de Joshinetsu. Comenzó en 1959 en un taller pequeño familiar en la ciudad de Sakashita.  Con el éxito de sus guitarras el taller se convirtió en la empresa Takamine Gakki Ltd. En 1968 arribó a la empresa el luthier Mass Hirade, mismo que aportó un gran valor a las guitarras de la marca. Por ello una serie de Takamine adoptaría en lo sucesivo el apellido de Hirade.
En los comienzos de 1980 Takamine fue demandada por Martin Guitars, debido a que supuestamente algunas guitarras acústicas Takamine tenían un logotipo idéntico a los modelos de Martin.

## Serie G
Esta serie en particular, ofrece instrumentos de una calidad profesional a precios razonables, con solo algunas pequeñas desventajas en comparación con los modelos más caros de la marca.
Pero no dejan de ser excelentes instrumentos, ya para uso casero o profesional. Sus precios oscilan entre los 240 euros hasta 400.
Son una de las mejores y más vendidas de la compañía Takamine